# Fejervarya vittigera
Fejervarya vittigera é uma espécie de anfíbio da família Ranidae.
É endémica das Filipinas.
Os seus habitats naturais são: matagal húmido tropical ou subtropical, campos de gramíneas de baixa altitude subtropicais ou tropicais sazonalmente húmidos ou inundados, lagos de água doce, lagos intermitentes de água doce, marismas de água doce, marismas intermitentes de água doce, terras aráveis, pastagens, plantações , jardins rurais, áreas urbanas, áreas de armazenamento de água, lagoas, lagoas para aquicultura, escavações a céu aberto, áreas de tratamento de águas residuais, terras irrigadas, áreas agrícolas temporariamente alagadas, canals e valas e vegetação introduzida.